# Isla Blue Lagoon
La Isla Blue Lagoon o Isla de la Laguna Azul (en inglés: Blue Lagoon Island) es una isla privada situada a 5 km (tres millas) de Nassau, Bahamas, que sirve como una atracción turística local.
Antes de finales del siglo XIX la laguna de la isla era una marisma y era conocida legalmente como Salt Cay (Cayo Sal). La isla se convirtió en una parada de piratas y corsarios que utilizaron sus espacios para extraer sal de la laguna para conservar sus alimentos y como una parada de descanso mientras esperaban el permiso para entrar en el puerto de Nassau.